# Вирениус, Александр Самойлович
Александр Самойлович Вирениус (1832—1910) — русский врач-гигиенист и педагог; доктор медицины.

## Биография
Родился 19 апреля (1 мая) 1832 года в городе Санкт-Петербурге. Успешно окончил курс в Императорской Санкт-Петербургской Медико-хирургической академии в 1857 году. 
В 1877—1878 гг. предпринял санитарное исследование 16 средних учебных заведений. В 1884 года был удостоен звания доктора медицины за диссертацию «Отношение углекислоты в воздухе классов и спален некоторых учебных заведений». Вирениусом был устроен школьный отдел Министерства народного просвещения на первой Всероссийской гигиенической выставке 1893 года. 
С 1898 года он читал лекции по гигиене на приготовительных курсах для будущих воспитателей в институтах глухонемых. 
Умер в чине действительного статского советника 28 марта (10 апреля) 1910 года в Санкт-Петербурге и был похоронен на Волковском православном кладбище.
Многочисленные (около 300) печатные труды учёного посвящены преимущественно вопросам школьной гигиены. В работе «Отношение классической системы образования к психической деятельности мозга с точки зрения физиологии и гигиены» («Врач», 1882) Вирениус приходит к выводу, что классическая система образования ведет к негармоничному развитию сил и способностей учащихся. Отдельно были изданы: «Заразные болезни в учебных заведениях» (2-е изд., 1890); «Гигиена учителя»; «Искривления позвоночника в детском и отроческом возрасте»; «Сон ребенка» и другие его научные работы.